# Coppa dei Club Campioni d'oltremare
La Coppa dei Club Campioni d'oltremare (fr: Coupe des Clubs Champions d'Outre-Mer) era una competizione calcistica che metteva a confronto le squadre della Francia d'oltremare.
La competizione nacque del 2004 quando, a seguito di cambiamenti nell'assetto amministrativo dei territori francesi d'oltremare, fu necessario sostituire la precedente Coppa DOM-TOM. Dal 2008 è stata a sua volta sostituita dalla Coppa dell'oltremare (fr: Coupe de l'Outre-Mer) che mette a confronto le selezioni nazionali dei vari territori.

## Formato
Il torneo si divideva in due parti: i preliminari e la fase finale. I preliminari erano suddivisi in tre regioni geografiche: l'Oceano Indiano, l'Oceano Pacifico e la zona della Guyana e delle Antille.

### Preliminari
- Zona Oceano Indiano (1 qualificata):

Campioni di Mayotte vs Campioni di Réunion (andata/ritorno).
- Zona Oceano Pacifico (1 qualificata):

Campioni della Nuova Caledonia vs Campioni di Tahiti (andata/ritorno).
- Preliminare Guyana-Antille (2 qualificate):

Torneo a 3 tra i campioni della Guyana Francese, della Martinica e della Guadalupa.

### Fase finale
Le quattro squadre uscite dalla fase di qualificazione si affrontavano tra di loro in un torneo ad eliminazione diretta con partita secca. Si svolgeva anche la finale per il 3º e 4º posto.

## Albo d'oro
| Data       | Luogo     | Campione             | Risultato | Finalista            | Terzo            | Quarto      |
| ---------- | --------- | -------------------- | --------- | -------------------- | ---------------- | ----------- |
| 26-09-2004 | Courneuve | US Stade Tamponnaise | 1-0       | Club Franciscain     | AS Manu-Ura      | Racing Club |
| 11-09-2005 | Parigi    | ASC Le Geldar        | 1-0       | AS Sada              | Club Franciscain | AS Magenta  |
| 23-09-2006 | Courneuve | Club Franciscain     | 2-1       | US Stade Tamponnaise | US Matoury       | AS Tefana   |
| 23-09-2007 | Colombes  | US Stade Tamponnaise | 3-0       | Etoile Morne-à-l'Eau | Club Franciscain | AS Pirae    |

## Vincitori

### Club
| Territorio           | Vittorie | Secondi posti |
| -------------------- | -------- | ------------- |
| US Stade Tamponnaise | 2        | 1             |
| Club Franciscain     | 1        | 1             |
| ASC Le Geldar        | 1        | -             |
| AS Sada              | -        | 1             |
| Etoile Morne-à-l'Eau | -        | 1             |

### Territori
| Territorio      | Vittorie | Secondi posti |
| --------------- | -------- | ------------- |
| Réunion         | 2        | 1             |
| Martinica       | 1        | 1             |
| Guyana francese | 1        | -             |
| Guadalupa       | -        | 1             |
| Mayotte         | -        | 1             |